# Исраэл, Франклин
Франклин Д. Исраэл (англ. Franklin D. Israel; 22 декабря 1945, Бруклин, Нью-Йорк, США — 10 июня 1996, Лос-Анджелес, Калифорния, США) — известный американский архитектор, проекты которого отражали творческие направления современного ему Голливуда, элементы местной архитектуры и новейшие современные веяния.

## Биография и творчество
Франклин Д. Исраэл родился в Бруклине. Получил степень бакалавра в Пенсильванском университете, где его учителем был Луис Кан, и изучал архитектуру в Йельском и Колумбийском университетах, получив степень магистра архитектуры в 1971 году. В течение двух лет (с 1973 года) был резидентом и научным сотрудником Американской академии в Риме, где получил Римский приз как один из 15 лучших молодых деятелей искусства (позже, в 1991 году, он был сам включён в состав жюри, присуждающего этот приз).
Работал в нескольких фирмах, включая Llewelyn Davis, где он был старшим архитектором проекта городского развития по заказу шаха Ирана. Переехал в Лос-Анджелес в 1979 году преподавать в архитектурной школе Калифорнийского университета, где работал следующие 20 лет. Первые несколько лет в Лос-Анджелесе работал в Голливуде в качестве художника-декоратора фильмов, в том числе «Звёздный путь: Фильм» и «Ночных игр» Роже Вадима.
С 1979 года Исраэл создал ряд офисных зданий для независимых звукозаписывающих и кинокомпаний, включая Propaganda Films (1988) и Virgin Records (1991). Стиль интерьеров этих зданий сам Исраэл называл «города внутри». Фрэнсис Андертон в газете Independent пишет, что стиль этих построек характеризуется эклектичным применением местных материалов, экспериментами в области форм и пространства, художественным использованием материалов и красок и искусственно созданным чувством неустойчивости. Незадолго до смерти Исраэл спроектировал здание факультета искусств для Калифорнийского университета в Риверсайде.
Исраэл наиболее широко известен своими проектами частных домов. Среди его клиентов были режиссёр Роберт Олтмен и актёр Джоэл Грей. На его творчество сильно влияли идеи архитекторов-модернистов: Рудольфа Шиндлера, Рихарда Нойтры, Джона Лаутнера, Карло Скарпы и Франка Ллойда Райта; в нём также ощущается влияние средиземноморского стиля. Тем не менее, он сумел найти свою собственную творческую манеру. Среди наиболее известных домов, спроектированных Исраэлом, — Дом Дрейгера (англ. Drager House), Дом Голдберга-Бина (англ. Goldberg/Bean House), Дом Тиша-Авнета (англ. Tisch/Avnet Building) и Павильон Лами-Ньютона (англ. Lamy/Newton Pavilion). Ещё одной характерной особенностью его творческой манеры, проявлявшейся в этих постройках, было умелое сочетание старых и новых частей дома. В его глазах подобное смешение неоднородных стилей символизировало многообразие современного города.
В последние годы жизни Фрэнк Исраэл болел СПИДом и в итоге умер в 50 лет от связанных с этой болезнью осложнений. Незадолго до смерти ретроспектива его работ была проведена в Музее современного искусства Лос-Анджелеса, а Калифорнийский университет провёл симпозиум, посвящённый творчеству Исраэла. Некрологи были напечатаны в ведущих американских и английских газетах, в том числе New York Times, Los Angeles Times, The Independent. Как писалось в некрологе в газете «Нью-Йорк Таймс»:

По праву считаясь одним из самых одаренных, экстравагантных архитекторов своего поколения, мистер Исраэл умер в возрасте, когда большинство архитекторов только начинают строить.

## Выставки
- Выставка в Музее современного искусства в Лос-Анджелесе (англ. Museum of Contemporary Art, Los Angeles)[1]
- Выставка в Калифорнийском Университете (англ. University of California, Riverside) [1]

## Награды
- Римский приз (англ. Rome Prize) (1973)